# 松江町 (川越市)
松江町（まつえちょう）は、埼玉県川越市の町名。郵便番号は350-0056。

## 地理
旧川越街道（現在の埼玉県道51号）に沿った南北に長い区域で、蓮馨寺立門前通りを境に南側が松江町一丁目、北側が二丁目である。
川越市の中心部に位置し、北東側で三久保町、東側で久保町、南東側で西小仙波町、南側で通町、南西側で新富町、西側で連雀町・仲町、北西側で幸町、北側で大手町と接する。

## 歴史
かつては周辺が大きな沼地で、スズキ（三国志演義に登場する松江鱸魚）が収獲できたことから、中国の松江に由来して地名になったとの伝承がある。
宝暦以前の成立と推定される『川越素麺』によれば上松江町と下松江町があり、立門前通りがその境であったという。また享和元年に成立したとされる『三芳野名勝図会』では上松江町・中松江町・下松江町があり、このうち上松江町のみが町分として川越十ヵ町に含まれ、中松江町、下松江町は松郷分であったとする。1932年（昭和7年）の資料では、旧松郷村にあたる区域は大字松郷字松江町となっている。
江戸時代には定期的に市が開かれ賑わっていた。1910年（明治43年）には川越織物市場が設立され、1938年（昭和13年）には川越商工会議所が移転するなど、川越の商工業の中心となった。
1960年、自治庁による町名・地番整理のモデルケースとして、上松江町を含む川越市中心部の町名整理が他の地域に先駆けて実施されることになり、翌1961年3月1日に上松江町全体と旧志義町・旧多賀町・旧連雀町の一部が松江町二丁目となった。このテスト結果を受け、1962年にそれまでの（大字松郷）松江町全体が松江町一丁目となった。

## 交通

### 道路
- 埼玉県道15号川越日高線
- 埼玉県道51号川越上尾線

## 施設
- 旧山崎家別邸 - 国の重要文化財
- 日本聖公会川越キリスト教会 - 礼拝堂が国の登録有形文化財
- 原田家住宅 - 市指定有形文化財
- 川越市文化創造インキュベーション施設（愛称：コエトコ） - 旧川越織物市場・栄養食配給所の建物が市の有形文化財に指定される一方、リノベーションによって活用されている。
- 川越松江町郵便局